# 瓦伊瓦伊區
瓦伊瓦伊區（西班牙語：Distrito de Huayhuay），是秘魯的一個區，位於該國中部胡寧大區的堯利省，始建於1960年5月5日，面積179.94平方公里，海拔高度3,970米，2005年人口1,600，人口密度每平方公里8.9人。